# سال کبیسه
سال کَبیسه یا بِهیزَکی یا اندرگاهی یا انباشته در گاه‌شماری، سال معینی است که تعداد روز یا روزهایی برای جبران کمبود سال‌های عمومی (درپی انباشت کسر چند سال) از مقدار واقعی آن یا جبران کمبود سال‌های خاص نسبت به سال‌های دیگر، در هر دوره بر آن می‌افزایند. در گاه‌شمارهای خورشیدی تقریباً هر چهار سال و در گاه‌شمارهای قمری هر سه سال (گاه دو سال) یک روز کبیسه وجود دارد. در گاه‌شمار هجری خورشیدی (گاه‌شمار ایران) سال ۳۶۵ روز در نظر گرفته می‌شود در حالی که سال خورشیدی واقعی تقریبا ۳۶۵ روز و ۶ ساعت است. برای جبران کسری آن ۶ ساعت هر چهار سال یک‌بار یک روز به آخر سال (۳۰م اسفند) اضافه می‌کنند و سال ۳۶۶روزه را کبیسه می‌گویند.
البته مقدار واقعی سال خورشیدی از ۳۶۵ روز و ۶ ساعت اندکی کمتر است (۱۱ دقیقه و ۱۵ ثانیه) برای جبران این کسری پس از یک  بازه طولانی مدت (حدوداً هر ۳۳سال‌یک‌بار) کبیسه‌گیری را پنج‌ساله انجام می‌دهند. در گاه‌شمارهای شمسی-قمری، مانند گاه‌شماری عبری و گاه‌شماری چینی، هر سه سال (به‌ندرت دو سال) یک ماه کبیسه وجود دارد. اگر سال کبیسه نداشته باشیم، فصل‌ها به مرور از جای خود خارج می‌شوند و در یک دورهٔ ۷۰۰ ساله، شروع تابستان در نیم‌کرهٔ شمالی از ماه ژوئن به ماه اکتبر منتقل خواهد شد.

## ریشهٔ نام
کبیسه از ریشهٔ «ک‌ب‌ ی س» (فعل عربی: کبیس، معرب. مٲخوذ از سریانی  است) به‌معنی پُر کردن چاه از خاک است. اندرگاه یا بهیزک، پنج روزی است که به پایان سال می‌افزودند و در ایران باستان برای ساماندهی گاه‌شماری به کار می‌رفت.

## کبیسه خورشیدی
در گاه‌شمارهای مبتنی بر گاه‌شمار خورشیدی، مانند گاه‌شمار گریگوری و گاه‌شمار هجری خورشیدی که سال‌های عادی ۳۶۵روزه و سال‌های کبیسه آن‌ها ۳۶۶روزه است، به‌طور متوسط در حدود هر سی‌وسه سال، هشت سال کبیسه و بیست‌وپنج سال عادی وجود دارد. این گاه‌شمارها معمولاً در هر چهار سال یک سال کبیسه دارند و برای تعدیل دقیق‌تر در دوره‌هایی بزرگتر، با افزودن فاصله بین بعضی کبیسه‌ها (در هجری خورشیدی) یا با حذف یک کبیسه (در گریگوری) از آن‌ها کاسته می‌شود.

### کبیسه هجری خورشیدی
در گاه‌شمار هجری خورشیدی چنانچه لحظه تحویل سال، در بعد از ظهر ۳۶۶مین روز سال واقع شود، آن روز، پایانی، و سال، کبیسه به حساب می‌آید. (لحظهٔ ظهر نه بر اساس ساعت ۱۲، که براساس ظهر حقیقی یا شرعی است.)
در گاه‌شماری رسمی ایران که طبق سال حقیقی است و گاه‌شمارهای هجری خورشیدی تابع آن هستند، علاوه بر کبیسهٔ چهارساله (کبیسهٔ رباعی)، طبق محاسبات نجومی، برای تعدیل دقیقتر (کاستن کبیسه‌ها)، فاصله بعضی کبیسه‌ها یک سال بیشتر می‌شود و در هر دورهٔ ۲۹ یا ۳۳ یا ۳۷ساله، یک کبیسهٔ پنج‌ساله (کبیسهٔ خماسی) در آغاز محقق می‌شود. با این تفاوت که در گاه‌شمار هجری خورشیدی حسابی پیشنهادی احمد بیرشک که طبق سال میانگین است نه حقیقی، دورهٔ اخیر ۳۷ساله وجود ندارد.
برای تشخیص سال‌های کبیسه در گاهشماری رسمی ایران شیوهٔ حسابی دقیق وجود ندارد. از حدود سال ۱۱۷۸ شمسی (پیش از رسمی شدن سال هجری شمسی در مجلس ایران) تا سال ۱۵۰۱ شمسی، چنانچه باقی‌ماندهٔ حاصل تقسیم شمارهٔ سال مورد نظر بر عدد ۳۳، یکی از اعداد ۱، ۵، ۹، ۱۳، ۱۷، ۲۲، ۲۶ و ۳۰ باشد آن سال کبیسه خواهد بود. از سال ۱۵۰۲ شمسی، الگوی ۳۳سالهٔ فوق دیگر برقرار نیست و نیاز به نگهداری جدول استثنائات وجود دارد.
اما برای تشخیص کبیسه بودن سال‌های هجری خورشیدی حسابی پیشنهادی احمد بیرشک، شیوهٔ یکنواختی به کمک جدول عددی وجود دارد. (توجه کنید که این شیوهٔ پیشنهادی از سال ۱۴۰۳ هجری شمسی با تقویم رسمی ایران متفاوت است، در نتیجه در عمل فایده‌ای ندارد.)

### کبیسه میلادی نو (گریگوری)
در گاه‌شماری ژولینی (میلادی قدیم) به کبیسه‌گیری چهارساله (سالهای بخش پذیر بر عدد ۴) اکتفا می‌شد. اما در گاه‌شمار گریگوری (میلادی نو) علاوه بر کبیسه‌های معمول چهارساله، طبق قرارداد برای تعدیل دقیقتر (کاستن کبیسه‌ها) در هر چهار قرن سه کبیسه چهارساله حذف می‌شود.
در گاه‌شمار میلادی نو سال‌هایی که بر ۴ بخش‌پذیر باشند (باقی‌ماندهٔ تقسیم آن سال بر ۴ برابر ۰ باشد) کبیسه هستند با این استثنا که از میان سال‌هایی که بر ۱۰۰ بخش‌پذیرند (سال‌های انتهای سده)، تنها آنهایی که بر ۴۰۰ نیز بخش‌پذیرند کبیسه هستند.
برای نمونه: سال ۲۰۰۴ میلادی سال کبیسه است (چون بر ۴ بخش‌پذیر است و سال انتهای سده نیست). سال ۱۹۰۰ میلادی با این که بر ۴ بخش‌پذیر است سال کبیسه نیست (چون از سال‌های انتهای سده است که بر ۴۰۰ بخش‌پذیر نیست). سال ۲۰۰۰ میلادی سال کبیسه است (چون سال انتهای سده است که بر ۴۰۰ نیز بخش‌پذیر است).
دلیل انتخاب فوریه به عنوان ماه میزبان روز کبیسه به اصلاحات گاه‌شماری ژولینی در دوران ژولیوس سزار مربوط می‌شود. تقویم ژولیانی به دستور سزار تهیه شد و برای حفظ انطباق آن با سال نجومی سال کبیسه داشت. این سنت، حتی پس از کنار گذاشتن گاه‌شمار ژولیانی و استفاده از گاه‌شمار گریگوری در سال ۱۵۸۲ میلادی حفظ شد.

## کبیسه قمری

### کبیسه هجری قمری حسابی
در گاه‌شمارهای قمری، مانند گاه‌شمار هجری قمری، طول سال‌های عادی ۳۵۴روز و سال‌های کبیسه ۳۵۵روز است. در این گاه‌شمارها معمولاً حدود هر سه سال یک بار سال کبیسه می‌شود. در گاه‌شمار هجری قمری هلالی هیچ‌گونه نظامی برای تعیین کبیسه منظم سال‌ها قابل تصور نیست، اما در گاه‌شمار هجری قمری حسابی (قراردادی) در یک دورهٔ سی ساله، ۱۱ سال کبیسه وجود دارد که ۸ مورد سه ساله و ۳ مورد دو ساله است:
(۳ کبیسه سه ساله - ۱ کبیسه دو ساله - ۳ کبیسه سه ساله - ۱ کبیسه دو ساله - ۲ کبیسه سه ساله - ۱ کبیسه دو ساله)
در رایج‌ترین گاه‌شمار هجری قمری حسابی طی یک دوره سی ساله کبیسه منظم از قرار زیر محاسبه شده‌است:

بر اساس این کبیسه‌گیری، چنانچه باقی‌ماندهٔ حاصل تقسیم سال قمری به عدد ۳۰ یکی از اعداد (۲، ۵، ۷، ۱۰، ۱۳، ۱۶، ۱۸، ۲۱، ۲۴، ۲۶ و ۲۹) باشد، سال مذکور کبیسه و طول آن (۳۵۵ روزه) است.

## کبیسه خورشیدی قمری
در گاه‌شمارهای خورشیدی قمری، مانند گاه‌شماری عبری و گاه‌شماری چینی، هر سه سال (گاه هر دو سال) یک ماه قمری کبیسه وجود دارد و طول سال‌های عادی ۱۲ ماه و طول سال‌های کبیسه ۱۳ ماه است.
در بیشتر این گاه‌شمارها در هر دورهٔ ۱۹ ساله، هفت سال کبیسه (سالهای: ۳ - ۶ - ۸ - ۱۱ - ۱۴ - ۱۷ - ۱۹) با افزودن یک ماه قمری اعمال می‌شود که پنج کبیسه سه ساله و دو کبیسه آن دو ساله است. در گاه‌شمار یهود از دورهٔ ۸ سالهٔ خورشیدی- مهی با سه کبیسه نیز استفاده می‌شده‌است.

## سال کبیسه و فرهنگ عامه اروپایی
- طبق سنتی در ایرلند و بریتانیا، زنان فقط در سال‌های کبیسه می‌توانند پیشنهاد ازدواج بدهند.[۱۲] ریشه این سنت به افسانه سَنت بریجیت و سنت پاتریک در سده ۵ میلادی برمی‌گردد. بر پایه این افسانه، بریجیت پیش پاتریک شکایت برده بود که زنان باید مدتی طولانی برای یافتن همسر صبر کنند، چون مردان برای خواستگاری کردن وقت تلف می‌کنند. او می‌خواست که زنان نیز فرصت خواستگاری کردن داشته باشند.[۱۷]
- در فنلاند، طبق سنت، اگر مردی پیشنهاد ازدواج زنی را در یکی از روزهای سال کبیسه رد کند، باید برای آن زن پارچهٔ دامنی بخرد.[۱۷]
- در فرانسه، از سال ۱۹۸۰ روزنامهٔ طنزی هست که فقط در سال کبیسه، روز ۲۹ فوریه منتشر می‌شود.
- در یونان، ازدواج در سال کبیسه را بدشگون می‌دانند.[۱۸] یک‌پنجم زوج‌های نامزد کرده در یونان، تاریخ عروسی خود را طوری تنظیم می‌کنند که در سال کبیسه نباشد.[۱۹]
- در اسکاتلند باور مردم بر این بود که روز کبیسه روزی است که جادوگران برای خرابکاری پیش هم جمع می‌شوند.[۱۲]
- برخی از اسکاتلندی‌ها هنوز باورد دارند که زایمان در ۲۹ فوریه خوش‌اقبال نیست.[۱۲]
- البته زادروزی در روز کبیسه در برخی فرهنگ‌ها خوش‌اقبال است. برخی طالع‌بینان بر این باورند که اگر کسی روز کبیسه به دنیا آمده باشد ویژگی‌های منحصر به فردی خواهد داشت.[۱۲]